# Baby Mario
Baby Mario is een personage uit de Marioreeks. Hij is de babyversie van Mario.

## Personagebeschrijving
Baby Mario is vooral bekend als de jongere versie van Mario. Hij draagt dezelfde kleding als Mario, maar dan in een kleinere maat. Zijn broer is Baby Luigi en zijn aartsvijand Baby Bowser. Baby Mario maakte zijn debuut in Super Mario World 2: Yoshi's Island. Hij is in veel spellen vaak te selecteren als bespeelbaar personage. Onder meer in Mario Tennis, Mario Kart: Double Dash!!, Mario Superstar Baseball, Mario Kart Wii, Mario Super Sluggers en Mario Tennis Open. In Mario Tennis Open is hij te vrijspelen in het derde level van Super Mario Tennis.
Hij speelt ook een rol samen met Baby Luigi in Mario and Luigi: Partners in Time